# MyFreeCams
MyFreeCams es un sitio web estadounidense que ofrece actuaciones en directo por webcam de modelos, normalmente con desnudos y actividades sexuales que suelen ir desde estriptis y charlas eróticas hasta masturbación con juguetes sexuales.

## Historia
Fue lanzado en 2004. En 2010 fue descrito por el sitio web XBIZ como "una de las comunidades de webcam para adultos más grande del mundo". Se informó de que tenía más de 100 000 modelos y más de cinco millones de miembros. CNBC informó de la opinión de un agente de talentos de la industria para adultos que los modelos en el sitio pueden hacer "entre 75 000 y 100 000 dólares por mes", llevando a algunas estrellas del porno establecidas a convertirse en modelos de webcam. En 2014 se informó de que era "el 344º sitio más visitado de Internet". Al igual que muchos sitios de cámaras, MyFreeCams cuenta con un gran número de artistas rumanas, colombianas, checas, filipinas, ucranianas y rusas, aunque "en el lado de los artistas hay más estadounidenses en MyFreeCams" que en otros sitios.
En 2018, MyFreeCams adquirió el 75 % de la propiedad de Felix International Limited, la empresa matriz de OnlyFans, convirtiéndose Radvinsky, propietario de MyFreeCams, en el director de OnlyFans. Después de esto, OnlyFans se centró cada vez más en contenido no seguro para el trabajo (NSFW) y "ganó una reputación de cultura pop por ser un hervidero de pornografía".
MyFreeCams ocasionalmente facilita eventos especiales para modelos. Por ejemplo, en enero de 2019 la empresa organizó un concierto privado solo para modelos, con la actuación de la rapera Cardi B.
En 2018, el Gobierno de la India bloqueó MyFreeCams, entre otros sitios web porno, después de una orden judicial del Tribunal Superior de Uttarakhand que exigía lo mismo en un caso de violación en el que los autores dijeron que estaban motivados para hacerlo después de ver pornografía en línea.

## Concepto
MFC es utilizado principalmente por modelos de cámara web amateur, o camgirls, que ganan dinero por sus actuaciones en el sitio. Los clientes del sitio pueden comprar fichas virtuales, que se pueden utilizar para dar propinas a los artistas o ver espectáculos privados. Los clientes pueden utilizar el chat en vivo basado en texto para hablar entre sí o en el canal de cada artista. Los artistas utilizan una cámara web y un micrófono para emitir vídeo y audio en directo en su canal. Tanto los usuarios como los artistas pueden enviarse mensajes privados y correos electrónicos.
El sitio web impone algunas restricciones a las actividades que realizan las modelos por cámara. Por ejemplo, en febrero de 2015, la que sería posteriormente actriz pornográfica Kendra Sunderland, y que comenzaba por aquel entonces como modelo de webcam, había sido acusada de un delito menor por retransmitir un show de MFC desde una biblioteca pública de la Universidad Estatal de Oregón, por lo que fue "expulsada de MyFreeCams por violar sus directrices y filmar en un lugar público". Aunque no se presentaron cargos policiales, el sitio también expulsó a una modelo que realizó una actividad similar en sucursales de la Biblioteca Pública de Windsor (Ontario), durante un periodo de tres meses.

## Reconocimiento de la industria
Se le otorgó Premio XBIZ al Sitio de Cámaras en Vivo del Año en las ediciones de 2011, 2012 y 2013. Además, fue nombrada una de las 50 mejores Newsmakers de la Industria de 2011 por XBIZ. En 2014, MyFreeCams.com ganó un Premio AVN al Mejor Sitio Web de Chat en Vivo.